# Tardieu (patronyme)
Pour les articles homonymes, voir Tardieu.
Cette page présente le nom de famille Tardieu ainsi que ses variantes.
Tardieu est un nom de famille francophone.

## Étymologie
Ce nom vient de l'occitan « tardiu » (= tardif, latin « tardivus »). Il est probablement le surnom d'un homme lent. Compte tenu de la fréquence significative de ce nom et de ses diminutifs et variantes, il est probable qu'il ait été un nom de baptême au Moyen Âge.

## Fréquence
Ce nom de famille est très fréquent en France. Il est surtout porté dans la Drôme et les Bouches-du-Rhône.

## Variantes
Le nom Tardieu a de nombreuses variantes et diminutifs : 
- Tardiu
- Tardieux
- Tarredieu
- Terdieu
- Terdieux
- Terrerieu
- Tardivel

## Personnalités portant le nom de famille Tardieu
Tardieu est un nom de famille notamment porté par :
- Louise Tardieu d’Esclavelles d’Épinay (1726-1783), femme de lettres française ;
- Jean-Charles Tardieu (1765-1830), peintre français ;
- Nicolas André Tardieu, (1790-1843), homme politique français ;
- Jules Tardieu (1805-1868), homme de lettres et libraire-éditeur français ;
- Alexandre Tardieu (1803-1868), avocat et journaliste français ;
- Amand-Louis Tardieu (1807-1867), avocat belge ;
- Charles Gilbert Tardieu (1810-1889), juriste et homme politique français ;
- Auguste Ambroise Tardieu (1818-1879), médecin légiste français ;
- Charles-Henri Tardieu (1838-1909), critique belge (musique et peinture) ;
- Ambroise Tardieu (historiographe) (1840-1912), historiographe de l'Auvergne et archéologue ;
- André Tardieu (1876-1945), homme politique français ;
- Victor Tardieu (1870-1937), peintre français ;
  - Jean Tardieu (1903-1995), fils du précédent, écrivain français ;
- Joseph Tardieu (1889-1941), résistant français, Compagnon de la Libération ;
- Marie-Laure Tardieu-Blot (1902-1998), botaniste française ;
- Édouard Antonin Tardieu (1913-2001), écrivain haïtien ;
- Suzanne Tardieu (1920-2019), anthropologue française ;
- Armand Tardieu, comte de Maleissye-Melun (1933-), général de brigade français.
- Michel Tardieu  (1935-2008), journaliste et homme d'affaires français ;
- Michel Tardieu  (1938-), historien des sciences religieuses ;
- Jean-Luc Tardieu (1945-), metteur en scène français ;
- Jerry Tardieu (1967-), entrepreneur et homme politique haïtien ;
- Laurence Tardieu (1972-), écrivain et comédienne française ;
- Carine Tardieu (1973-), écrivain et réalisatrice française ;
- Marianne Tardieu (1976-), réalisatrice et scénariste française.
- Florian Tardieu (1992-), footballeur professionnel français.